# Rapsòdia
| Rapsòdia húngara No. 2 de Liszt                                                                               |
| |
| Interpretada per Martha Goldstein en un piano Erard de 1851 Erard                                             |
| |
| Hungarian Rhapsody No. 2 de Liszt                                                                             |
| |
| Serguei Rakhmàninov toca els primers 4 minuts de la Rapsòdia húngara No. 2, gravat en 1919 per Edison Records |
| |

Una rapsòdia és una obra musical d'un sol moviment que és episòdica encara que d'estructura integrada amb moviment lliure, amb una gran variació d'estats d'ànim, color i tonalitat. Un aire d'inspiració espontània i un cert sentit d'improvisació la fan més lliure en forma que les variacions. Les variacions de Serguei Rakhmàninov sobre un tema de Niccolò Paganini són tan lliures en estructura que el compositor les anomenà Rapsòdia sobre un tema de Paganini.
George Gershwin va posar per títol Rhapsody in Blue a la peça musical que va compondre el 1924 i que ha quedat en la història com el millor i més reixit intent de combinar la música clàssica i el jazz. Efectivament és una peça d'un sol moviment i aparentment lliure, espurnada constantment amb girs jazzístics, tant melòdics com rítmics.
El grup Queen va fer ús de la forma musical de la rapsòdia en la seva cançó Bohemian Rhapsody. La tria del mot rapsòdia torna aquí a ser molt encertat, ja que, efectivament és una obra plena de canvis i que discorre amb una aparent manca de continuïtat.